# タルボス (衛星)
タルボス (Saturn XXI Tarvos) は、土星の第21衛星である。順行軌道で土星を公転する不規則衛星で、ガリア群に属する。

## 発見と命名
2000年9月23日に、ブレット・J・グラドマンらの観測チームにより発見された。観測にはカナダ・フランス・ハワイ望遠鏡や新技術望遠鏡などが用いられた。発見は同年10月25日に国際天文学連合のサーキュラーで公表され、S/2000 S 4 という仮符号が与えられた。その後2003年8月8日に、ケルト神話に登場する牡牛、タルヴォス・トリガラヌスに因んで命名され、Saturn XXI という確定番号が与えられた。

## 特徴
タルボスの直径は、アルベドを 0.06 と仮定すると 15 km と推定される。5,000年以上の時間スケールによる数値積分で平均化された土星からの軌道長半径は 18,215,100 km であり、およそ 926 日かけて土星を一周している。ガリア群に分類される衛星の中では最も軌道離心率が大きい楕円軌道で公転しており、2023年6月時点で確認されている土星の衛星の中では9番目に軌道離心率が大きい。
タルボスが属しているガリア群の衛星は軌道要素や物理的特徴が類似しているため起源が共通していると考えられており、共通の母天体が破壊された結果として、現在のガリア群に属する衛星が形成されたか、あるいは一番大きいアルビオリックスの破片から形成された可能性がある。2002年には北欧光学望遠鏡を用いてタルボスを含む土星の小さい不規則衛星の観測が行われており、色指数は B-V=0.77、V-R=0.57、V-I=0.88 と測定されている。